# Finn (Bootsklasse)

Riss Finn-Dinghy

Das Finn, auch zur näheren Erläuterung Finn-Dinghy oder Finn-Dingi, ist ein Ein-Mann-Segelboot. Es wurde 1949 von dem schwedischen Bootskonstrukteur Rickard Sarby entworfen. Von den Olympischen Spielen 1952 in Helsinki bis zu den Olympischen Spielen 2020 in Tokio wurde das Finn als Einmannjolle bei den olympischen Segelwettbewerben eingesetzt.

## Geschichte
Im Januar 1949 organisierte die Finnische Yacht Vereinigung Finnish Yachting Association (FYA) einen Konstruktionswettbewerb für eine neue olympische Einmann-Jolle für die bevorstehenden Olympischen Sommerspiele 1952 in Helsinki (Finnland). Die Firefly-Jolle der Olympischen Spiele von 1948 und die O-Jolle der Olympischen Spiele von 1936 gefiel den skandinavischen Seglern nicht so gut.
In dem Austragungsland Finnland der Olympischen Spiele waren die Snipe-Jollen sehr verbreitet, in Dänemark gab es eine große Flotte von Pirat-Jollen, Norwegen hatte Snipe-Jollen und viele Oslojollen. In Schweden gab es im Süden durch die Nähe zu Dänemark viele Pirat-Jollen und im Osten einige Snipe-Jollen. Zahlenmäßig am bedeutendsten waren aber ca. 500 Segelkanus, die kein anderes skandinavisches Land hatte. Der Konstruktionswettbewerb der FYA für eine neue olympische Jolle orientierte sich daher in erster Linie an der Idee, eine neue innerskandinavische Jolle zu finden, als eine brauchbare Jolle für die olympischen Segelwettbewerbe zu kreieren. Die Finnen überließen uneigennützig alle technischen Details den Schweden, da sie der Meinung waren, diese hätten die größeren Kompetenzen auf dem Gebiet der Konstruktion kleinerer Boote.
Rickard Sarby gewann den Wettbewerb nach einer Reihe von Testwettfahrten mit einem Entwurf Fint, das sich als die schnellste Jolle herausgestellt hatte. In der Rumpfform erinnerte die Jolle stark an ein Kanu und war betont einfach gehalten. Am 15. Mai 1950 entschied die Finnish Yachting Association das Fint als eine olympische Einmann-Jolle zu übernehmen. Der Name wurde in Finn (= Flosse) geändert und als Segelzeichen wurden zwei blaue Wellen verwendet. Später erwarb die FYA die uneingeschränkten Rechte, das Finn zu bauen.
Rickard Sarby lieferte neben den 1:1 Entwürfen auch den ersten Prototyp. In der Finn-Klasse wird seit 1952 ohne Unterbrechung um olympische Medaillen gekämpft. Viele namhafte Segler der Welt haben in ihrer Seglerkarriere mal in der Bootsklasse Finn um vordere Platzierungen gekämpft.
Die erste Goldmedaille und zwei weitere in Folge in dieser Bootsklasse gewann der Däne Paul Elvstrøm, der die Entwicklung des Finn über viele Jahre durch eigene Innovationen wesentlich dominierte.
Von 1949 bis 1960 wurden die Rümpfe aus Holz gefertigt, ab 1961 waren Kunststoffrümpfe von der internationalen Klassenorganisation offiziell zugelassen worden. Trotzdem gewann 1964 der Österreicher Hubert Raudaschl den Gold Cup mit einem selbstgebauten Holzrumpf. Die Masten wurden weiterhin aus Holz gefertigt. Der führende Designer war Jörg Bruder aus Brasilien, der später auch Aluminium-Masten herstellte. Zu den Olympischen Spielen im Jahr 1972 vor Kiel wurden dann für alle Segler identische Aluminium-Masten der Firma Needlespar¨ eingeführt.

### Bootsbauer
Die Rümpfe wurden von folgenden Bootsbauern hergestellt:
- Fairey Marine, Großbritannien: 1955–1964, baute mehr als 100 Rümpfe, die besonders haltbar waren, sodass viele heute noch existieren, viele Rümpfe wurden zum individuellen Endausbau an die Segler geliefert.
- Vötterl, Starnberger See: Das Segelmagazin Yacht berichtete 1980, dass einige Segler des SC-Wörthsee mit finanzieller Unterstützung des DSV bei Vötterl die ersten deutschen Finns in Auftrag gegeben hätten. Der Komplett-Preis habe 1.600 DM betragen. 400 DM habe der Zuschuss des DSV betragen.
- VEB Yachtwerft Berlin, baute ab 1956 bis 1990 hunderte DDR-Finns in Serie, ca. 100 Stück pro Jahr, ursprünglich in Holzbauweise, später ab ca. 1970 aus GFK. Zahlreiche Boote gingen in den Export in RGW-Länder, insbesondere in die UdSSR.
- Bootswerft H. Schreiber, Berlin-Köpenick, baute ab den 1970er Jahren ca. 10 Stück pro Jahr Finn-Eigenkonstruktionen bis Ende der 1980er Jahre im Auftrag des DDR-Leistungssports/FES für DDR-Club-Segler. Jochen Schümann gewann auf Schreiber-Finn Olympiagold (1976), zahlreiche Schreiber-Finns sind noch heute in nationaler Klasse auf deutschen Revieren.
- Elvstrom Finns, Dänemark: bis Mitte der 1970er Jahre, einer der ersten Kunststoffrümpfe, die sehr erfolgreich waren.
- Pearsson, Großbritannien: 1962–1973, bauten die „Brot und Butter“ Finns und konnten niemals wettbewerbsfähige Olympiaboote platzieren. Die Firma Dunhill nutzte eine Flotte dieser Finns für „Finn Finder“ Nachwuchs-Sichtungsregatten.
- Tiptree Marine, (Essex), Großbritannien: 1967–1969, die Rümpfe waren nicht so gut wie die von Pearson und zu schwer für den Spitzensport, wurden aber für Club-Flotten genutzt.
- Butler, Großbritannien: 1967–1968, es wurden wenige Rümpfe gebaut, ähnlich in der Qualität der Pearson Boote, aber erfolgreicher. Sie wurden überwiegend für Club-Regatten genutzt.
- Newport, USA. Newport Finns, die für ihre Schnelligkeit bekannt waren, wurden nur bis ca. 1968 gebaut.
- Teel, USA: Teel-Finns, die als Nachfolger der Newport-Finns galten, waren ebenfalls sehr schnell und qualitativ hochwertig. Besonders bekannt war das Teel-Finn G1 des Hamburgers Thomas Jungblut, der mit dem Boot bei hochrangigen Regatten sehr gute Resultate erzielte.
- Lanaverre, Frankreich: Lanaverre-Finns wurden von 1961 bis Anfang der 1980er Jahre hergestellt. Mit einem fünf Jahre alten Lanaverre-Finn, G 1573, wurde Wolfgang Gerz 1980 Deutscher Meister. Die Lanaverre-Rümpfe bestanden aus GFK in Sandwichbauweise. Das Deck bestand aus Bootsbausperrholz.
- Roga, Spanien, Barcelona: Roga-Finns zählten in den 1970er Jahren zu den schnellsten Booten und wurden insbesondere durch die großen Erfolge von Luis Doreste Blanco bekannt. Ende der 1970er Jahre, als die Vanguard-Finns dominierend wurden, konnten die Roga-Finns immer noch mithalten. Roga baut keine Finns mehr, sondern 420-er, Europe, Vaurien, Estel und Optimist.
- Raudaschl-Finn, Österreich: Hubert Raudaschl, der zehnmal an Olympischen Spielen teilnahm und außer zwei Silbermedaillen unter anderem fünf Europameister- und zwei Weltmeistertitel holte, baute nach eigener Aussage von 1965 bis 1972 ca. 770 Finns in Holzleistenbauweise, die in den 1960er Jahren sehr erfolgreich waren und auf allen fünf Kontinenten gesegelt wurden. Das bekannteste Raudaschl-Finn ist Willi Kuhweides Darling, mit dem er 1966 und 1967 Weltmeister wurde. Darling ist im Schiffahrtsmuseum Bremerhaven ausgestellt.[5]
- Peter Taylor, Großbritannien, produzierte sehr gute Holzrümpfe. Er baute als erster einen Finn mit Doppelboden. Die Rümpfe waren sehr erfolgreich und dominierten 1976 den Gold Cup und die Weltmeisterschaften. Er baute fast alle in Großbritannien registrierten Finns von 1979 bis 1993.
- Bootswerft Hein, Elmshorn: Gustaf Hein baute zunächst geplankte Finns und baute auch formverleimte Rümpfe aus. Kurt Hein baute ab 1971 GfK-Finns mit Sperrholzdeck und Plichtboden teils in GfK oder Sperrholz. Hein-Finns gelten als qualitativ besonders hochwertig. Das letzte Hein-Finn wurde 1985 hergestellt.
- Bootswerft Mader, Deutschland: baute sehr gute Holzrümpfe und wurde durch die Kunststoff-Rümpfe für die Olympischen Spiele 1972 weltweit bekannt.
- Vanguard Finns, USA: Ab 1975 von den Brüdern Peter und Olaf Harken (Harken, Inc.) produziert, Vanguard stellte auch die Finns für die Olympiade in Los Angeles 1984 und Barcelona 1992 her. Die Rümpfe wurden erst mit Holzboden und später mit Doppelboden gefertigt. Es wurden diverse sehr erfolgreiche Designs produziert. Die Firma stellte über viele Jahre die erfolgreichsten Finns weltweit.
- Devoti Finns: nach 1993 beendeten Tim Tavinor (England), der die Boote baute und Luca Devoti (Silbermedaillengewinner 2000), der für den Vertrieb zuständig war die Dominanz der Vanguard Finns aus den USA.

Heute wird der Rumpf des Finn von der Bootswerft Mader (Deutschland), Devoti Sailing (Tschechien), Pata (Ungarn), Ch. Wilke (Schweiz), und JIbetech (USA) hergestellt, wo auch das Lemieux-Finn produziert wird. Auch in Brasilien werden Finn-Dinghys hergestellt (Stand 2009).
Eine neue Zeit für das Finn-Dinghy begann 1993 mit der Einführung des Carbon-Mastes, der Reduzierung des Mastgewichtes von 10,5 auf 8 kg (1994) und den Segeln aus dem Material Mylar im Jahr 1998.
Die Segelnummern werden bei dieser Bootsklasse seit 1993 nicht mehr in der Reihenfolge der Herstellung des Bootes, sondern persönlich vergeben.

## Rumpf
Die im September 1950 erstmals in schwedischer Sprache erlassenen Klassenregeln (Class-Rules) enthielten ausschließlich Bestimmungen über die Holzbauweise mit Karweelbeplankung, die aufgrund gleichmäßiger Plankenstärken zu einer konstanten Dicke der Beplankung führte. Dies gilt wohl auch für die später aus formverleimtem Sperrholz hergestellten Boote.
- 1961: Mit der Zulassung glasfaserverstärkten Kunststoffes (GFK) als Rumpfmaterial ließen sich aufgrund unterschiedlicher Laminatstärken Finnrümpfe herstellen, die im Bug- und Heckbereich sehr leicht waren.
  - Der vertikale Schwerpunkt wurde durch Materialkonzentration im Unterwasserschiffsbereich nach unten verlagert. Diese Boote erwiesen sich als schneller, da der hydrodynamische Widerstand in der Welle aufgrund schwächerer Stampf- oder Nickbewegungen geringer war.
  - Die Wirksamkeit des Riggs wurde gesteigert, da Mast und Segel ruhiger im Wind standen.
  - Um Chancengleichheit herzustellen und im Interesse langlebiger Finnrümpfe war die Finnklasse gezwungen, neue Vermessungsbestimmungen einzuführen.

- Die Regeländerungen (Rule Changes) von 1962/1964 sollten das Finn wieder so nahe wie möglich an das Karweel-beplankte Boot angleichen, indem das Buggewicht vorgeschrieben und ermittelt wurde:
  - Ein bei Spant 3 unterstütztes Boot musste ein Buggewicht von mind. 21 kg aufweisen.
  - Die vertikale Gewichtsverteilung wurde ebenfalls vorgeschrieben und bei der Vermessung überprüft. Auf die Scheuerleiste (Schandeck) gestellt, durfte das Boot mit allen Ausgleichsgewichten max. 50 cm von der vertikalen Fläche balancieren.

- 1973 wurde vom Chairman Technical Committee Gilbert Lamboley der Pendeltest zur Bestimmung der Massenverteilung eingeführt, und zwar angeblich um Doppelbodenboote sowie die Sandwichbauweise zu ermöglichen und um die Vermessung einfacher und schneller zu gestalten.

- 1996/1997: Das Rumpfgewicht (samt Schwert) wurde um 5 kg auf 120 kg gesenkt. Die Kielbänder bis auf das Vordere entfallen. Ein 8 mm starkes Schwert wird vorgeschrieben.

- 2008: Das Rumpfgewicht (samt Schwert) wird von 119 auf 116 kg gesenkt und elektronische Kompasse werden zugelassen.

## Regatta und Wettfahrten

### Olympische Spiele
- 1964 konnte Willi Kuhweide für die Bundesrepublik Deutschland den Olympiasieg erringen.
- 1976 war Jochen Schümann deutscher Olympiasieger für die DDR.
- 1972 Walter Mai mit einem Hein-Finn (Platz 12)
- 1984 Wolfgang Gerz (Platz 5)
- 2000 sowie 2004 Michael Fellmann.

### Ranglisten-Regatten
Außer den Ranglistenregatten und den nationalen Meisterschaften werden jährlich der Goldcup (Weltmeisterschaft) sowie die Masters (Weltmeisterschaft der über 39-jährigen Finnsegler) und die Europameisterschaften ausgetragen.
Die deutsche Rangliste, für die ca. 65 Ranglistenregatten gewertet werden, umfasste 2010 ca. 160 Segler, die an 9 oder mehr Wettfahrten teilgenommen hatten.

## Classic-Finns
Für ältere Finn-Dinghys, die bei aktuellen Ranglistenregatten nicht mehr konkurrenzfähig sind, bietet sich im Freizeitbereich die Teilnahme an Yardstickregatten an. Aufgrund unterschiedlicher Yardstickzahlen besteht für Finn-Oldies mit Holz- oder Aluminiummast annähernde Chancengleichheit. Seit 2007 gelten die folgenden Yardstickzahlen:
- Finn mit Carbonmast und beliebigem Segel – 110
- Finn mit Aluminiummast mit beliebigem Segel – 112
- Finn mit Holzrigg mit Dacronsegel – 114.

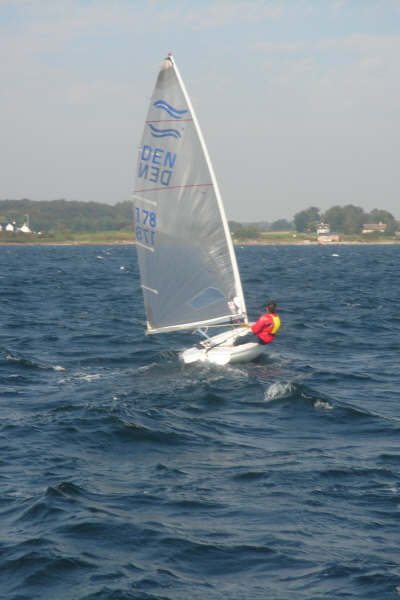
Modernes Finn-Dinghy
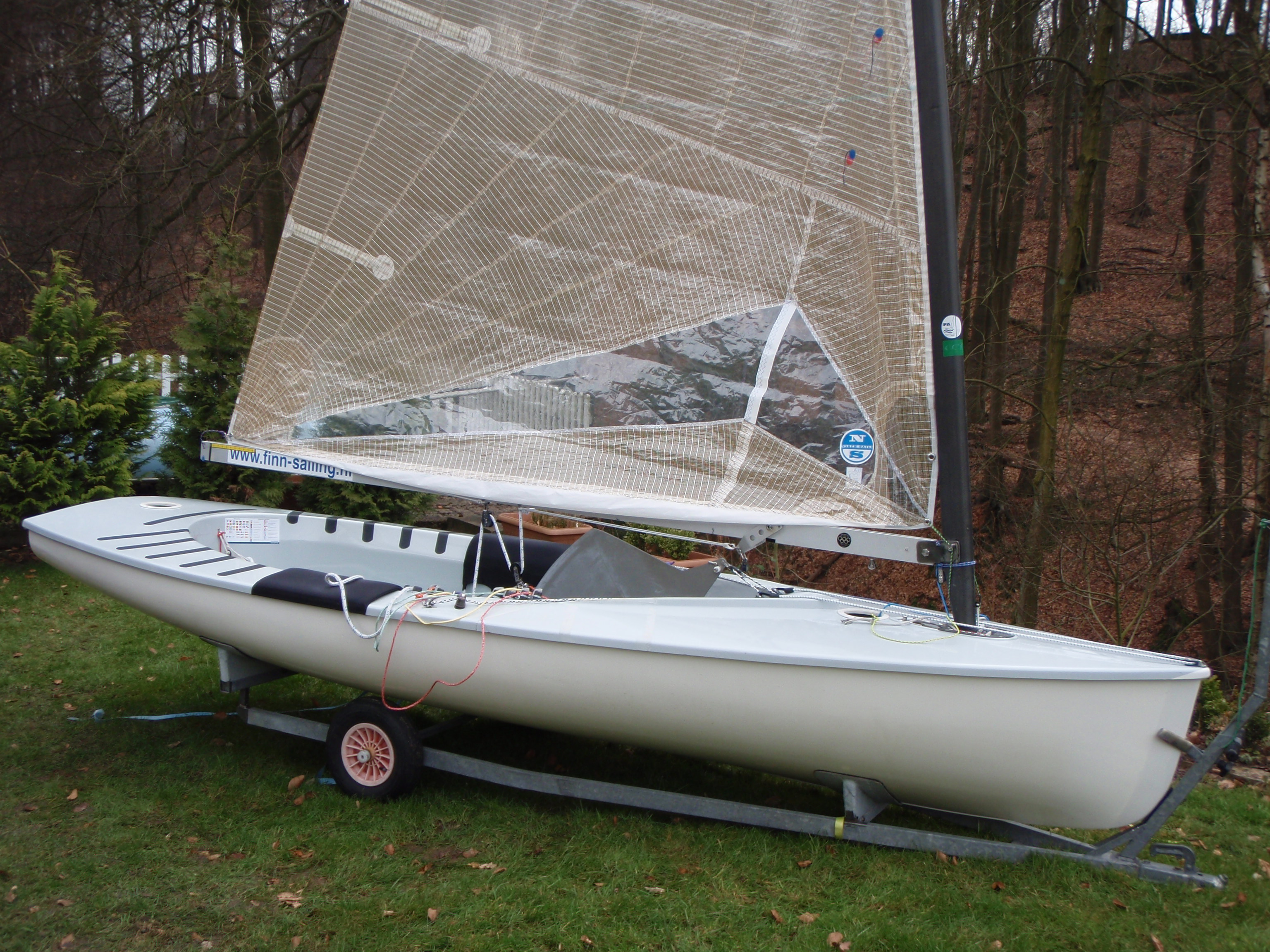
Lemieux-Finn mit Carbon-Wing-Mast und Foliensegel
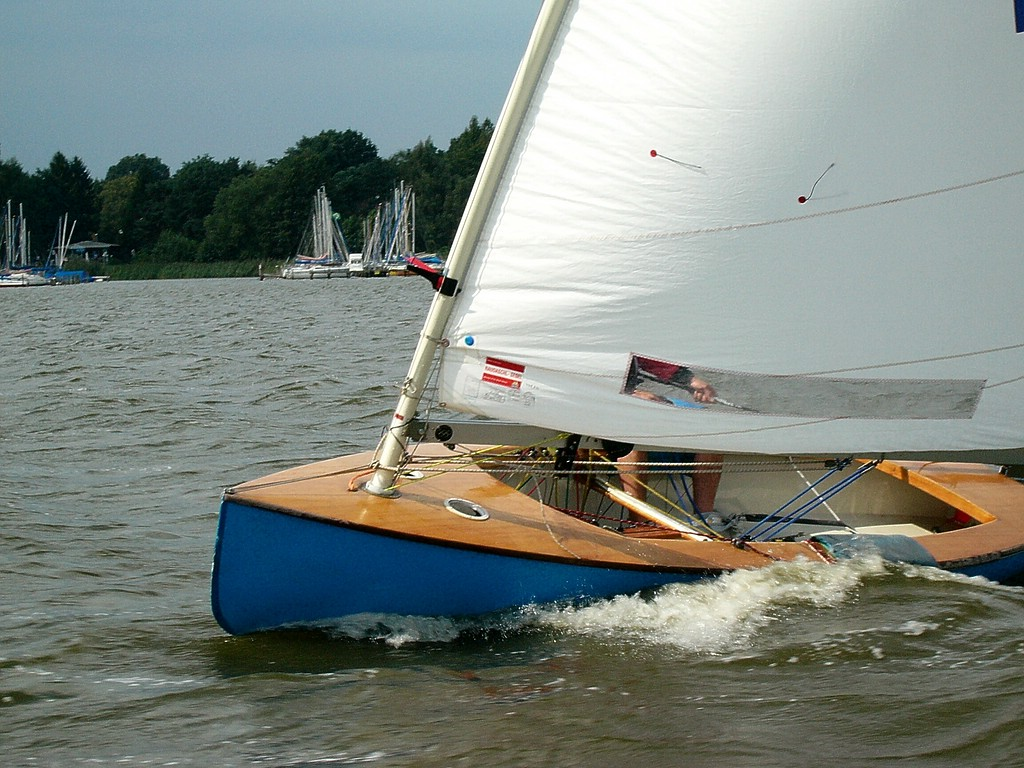
Hein-Finn, Bj. 1980 mit GFK-Rumpf, Holzdeck, Dacronsegel
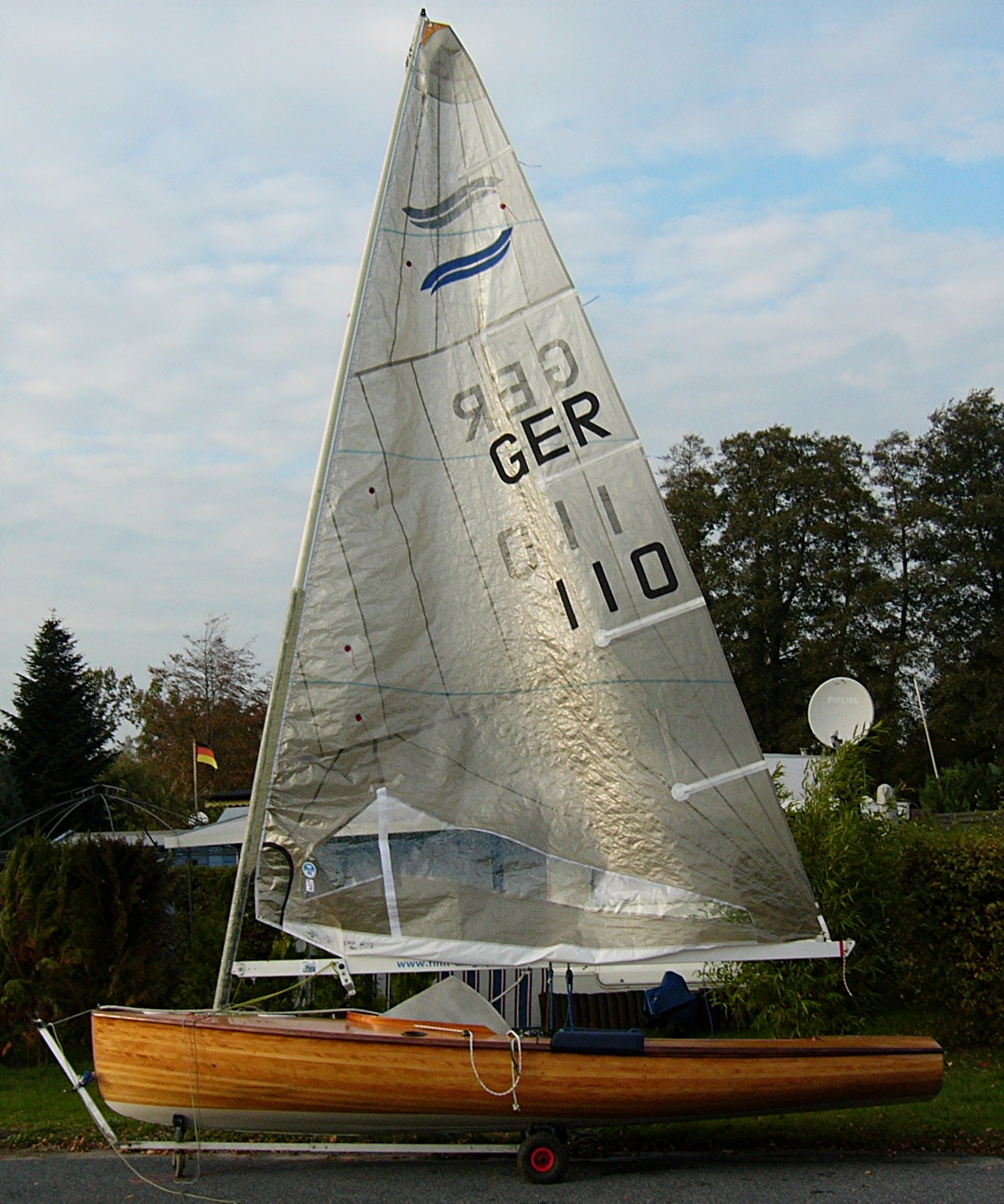
Raudaschl-Finn, Bj. 1972, in Holzleistenbauweise mit Foliensegel